# DDR-Bahn-Radmeisterschaften 1952 (Berufsfahrer)
Die DDR-Meisterschaften im Bahnradsport für Berufsfahrer wurden 1952 zum dritten Mal ausgetragen. Die Meisterschaften im Berufsradsport der DDR fanden am 2. Juni auf der Radrennbahn von Chemnitz statt. Die Veranstaltung war mit 10.000 Besuchern ausverkauft. Die Meistertitel wurden in den Disziplinen Sprint und Steherrennen vergeben. In anderen Disziplinen wurden keine Meister ermittelt.

## Sprint
Nach Vor- und Zwischenläufen hatten sich Otto Ziege, Schulz, Mauf und Wesoly für die Endkämpfe qualifiziert. Der Meister wurde nach dem Modus „Jeder gegen Jeden“ mit einer Punktwertung ermittelt. Wesoly gewann alle seine drei Läufe und gewann damit klar den Titel. Die Mitfavoriten Jürgen Müller und Karl Wiemer scheiterten in den Vorentscheidungen.

### Ergebnisse
|    | Name          | Ort    |
| -- | ------------- | ------ |
| 1. | Karl Wesoly   | Halle  |
| 2. | Wilfried Mauf | Halle  |
| 3. | Günter Schulz | Berlin |

## Steherrennen
Als Favorit ging Hermann Schild ins Rennen, der im Verlauf der Saison starke Leistungen als Steher gezeigt hatte. Nach einem Defekt an der Maschine seines Schrittmacher Werner Schmidt verlor Schild aber zu viel Boden auf die Führenden Gerber und Richter. Sieben Fahrer traten zum Finallauf über 100 Kilometer an. Gerber übernahm zeitig die Spitze des Rennens und siegte mit rund 380 Metern Vorsprung auf Richter.

### Ergebnisse
|    | Name           | Ort      |
| -- | -------------- | -------- |
| 1. | Herbert Gerber | Chemnitz |
| 2. | Werner Richter | Chemnitz |
| 3. | Hermann Schild | Chemnitz |